# Абільтай Кастєєв
Абільтай Кастєєв (каз. Әбілтай Қастеев); 5 травня 1937, Алмати, КазРСР, СРСР - 29 квітня 1998, Алмати — кінооператор та заслужений артист Казахстану з 1982 року.

## Біографія
1960 року закінчив Всеросійський державний інститут кінематографії. У 1955 році розпочав трудову діяльність асистентом (помічником) оператора. З середини 60-х років зняв кілька документальних фільмів, а згодом - художні.

### Фільмографія
- 1997 — Акбілєк
- 1993 — Аллажар (Allazhar)
- 1991 — Опіум
- 1991 — Той, що вижив
- 1989 — Нокдаун
- 1986 — Людина на мотоциклі
- 1986 — Таємниці мадам Вонг
- 1984 — Людський фактор
- 1983 — Будинок під місяцем
- 1981 — Останній перехід
- 1980 — Пора спекотної спеки
- 1980 — Гінці поспішають
- 1976 — Алпамис йде в школу
- 1975 — Степовий гуркіт
- 1975 — Улюблена (короткометражна)
- 1972 — Лісова балада
- 1971 — Брат мій
- 1969 — Пісня про Маншук
- 1967 — Сніг серед літа
- 1966 — Тривожний ранок
- 1965 — Там, де цвітуть едельвейси

## Нагороди
Кастєєв нагороджений орденом «Знак Пошани».